# TEE Jules Verne
Pour les articles homonymes, voir Jules Verne (homonymie).
Le TEE Jules Verne est un train Trans-Europ-Express (TEE) français reliant les gares de Paris, Angers et Nantes dans les années 1980. Il tient son nom du romancier Jules Verne né à Nantes (1828-1905).

## Histoire
Le Jules Verne circule le matin de Nantes à Paris avec le numéro TEE 30 et vice-versa en fin d'après-midi avec le numéro TEE 31, avec un unique arrêt intermédiaire à Angers. À sa création, le 28 septembre 1980 ou il ne circule pas les samedis, dimanches et fêtes ainsi qu'en haute saison d'été, il est tracté par une CC 72000, même sur la section électrifiée entre Le Mans et Paris. Ses horaires de circulation sont proches de ceux du Maine Océan et la durée du trajet est de 3 h 17 dans chaque sens.
Avec l'électrification de la section Le Mans-Nantes, le trajet est réduit à 3 h 3 le 25 septembre 1983, puis à 2 h 48 au service d'hiver 1984-1985. A partir du service d'été du 29 mai 1988, le temps de parcours passait à 2 h 55 (moyenne 136 km/h en raison des travaux du TGV Atlantique, avec un départ deux minutes plus tôt de Nantes et une arrivée deux minutes plus tard à Paris. Tracté par une BB 22200, il circule à 200 km/h sur plusieurs sections entre Nantes et Le Mans.
Il circule pour la dernière fois le 22 septembre 1989, avec la mise en service des TGV Atlantique entre Paris et Nantes qui empruntent la branche ouest de la LGV Atlantique.

## Matériel
Les premiers mois, la rame est composée de sept voitures de type Mistral 1969. Le 10 mars 1982 par transfert de matériel à compter du 4, à cause de la complexité des échanges entre les centres de gérance de Paris-Ourcq (Est), Paris Le Landy (Nord), Paris-Masséna (Sud-Ouest) et Paris-Montrouge (Ouest). De ce fait, durant une courte période on pouvait observer des compositions hybrides au Kléber, au Stanislas, et de celui-ci, elles sont remplacées par sept voitures Grand Confort également dont la composition est inversée avec le fourgon générateur placé en tête à compter du service d'hiver qui débute le dimanche 25 septembre 1983, composition renforcée à huit voitures à compter de celui du 29 septembre 1985.
Restauration assurée par la CIWLT.